# Chlidonophora chuni
Chlidonophora chuni är en armfotingsart som beskrevs av Blochmann 1903. Chlidonophora chuni ingår i släktet Chlidonophora och familjen Chlidonophoridae. Inga underarter finns listade i Catalogue of Life.